# 루이스 브라운
루이스 조이 브라운(영어: Louise Joy Brown, 1978년 7월 25일 ~ )은 시험관 아기에 의한 수정 후에 태어난 최초의 인간이었던 영국 여성이다. 영국에서 개척된 시술 후 그녀의 탄생은 "20세기의 가장 주목할 만한 의학적 돌파구" 중 하나로 칭송되었다.

## 생애
루이스 조이 브라운은 랭커셔주 올덤 종합병원에서 태어났으며, 당시 제왕절개를 계획하고 있었다.  그녀는 태어났을 때 몸무게가 5파운드, 12온스(2.608kg)였다. 그녀의 부모인 레슬리와 존 브라운은 9년 동안 자연적으로 임신하려고 노력했지만, 레슬리는 나팔관이 막힌 합병증에 직면했다.
1977년 11월 10일, 레슬리 브라운은 패트릭 스테프토, 로버트 에드워즈, 진 퍼디가 개발한 시험관 아기 시술을 받았다. 퍼디는 그녀의 배아 세포가 분열하는 것을 처음으로 보았다. 에드워즈는 이 업적으로 2010년 노벨 의학상을 수상했다. 2022년 3월, 왕립 올덤 병원에 뮤리엘 해리스 수녀와 진 퍼디 수녀의 중요성을 기록하기 위해 명판이 설치되었다. 언론은 브라운을 "시험관 아기"라고 불렀지만, 그녀의 임신은 실제로 페트리 접시에서 이루어졌다. 그녀의 여동생인 나탈리 브라운도 4년 후 체외수정을 통해 임신했고 체외수정을 통해 세계 40번째 아이가 되었다. 1999년 5월, 나탈리는 체외 수정을 통해 체외 수정 없이 태어난 최초의 인간이 되었다.

## 개인사
2004년, 브라운은 나이트클럽의 문지기 웨슬리 멀린더와 결혼했다. 에드워즈 박사는 그들의 결혼식에 참석했다. 그들의 첫째 아들은 자연적으로 잉태되어 2006년 12월 20일에 태어났다.
브라운의 아버지는 2006년에 사망했다. 그녀의 어머니는 2012년 6월 6일 브리스톨 왕립병원에서 64세의 나이로 사망했다.
브라운 부부는 이 과정이 실험적이라는 것을 알았지만, 의사들은 그들에게 어떤 사례도 아기를 낳지 않았다고 말하지 않았다. 이것은 정보에 입각한 동의에 대한 의문을 제기했다.

## 윤리적, 종교적 문제
브라운 부부는 이 과정이 실험적이라는 것을 알았지만, 의사들은 그들에게 어떤 사례도 아기를 낳지 않았다고 말하지 않았다. 이것은 정보에 입각한 동의에 대한 의문을 제기했다.
1978년, 브라운의 출생에 대한 반응을 묻자, 베네치아의 총대주교인 알비노 루치아니 추기경(훗날의 교황 요한 바오로 1세)은 인공수정이 여성들을 "아기 공장"으로 이용할 가능성에 대해 우려를 표명했지만, 또한 아이의 부모를 비난하는 것을 거부했다. 그들은 단지 아기를 갖고 싶어했다고 언급했다.